# Saint-Victor-de-Cessieu
Pour les articles homonymes, voir Saint-Victor.
Saint-Victor-de-Cessieu est une commune française située dans le département de l'Isère, en région Auvergne-Rhône-Alpes.
Située dans la vallée de l'Hien, la commune fut adhérente de l'ancienne commune de la communauté de communes de la Vallée de l'Hien. À la suite d'un regroupement, la commune est rattachée à la nouvelle communauté de communes des Vals du Dauphiné dont le siège est situé à La Tour-du-Pin, sous-préfecture de l'Isère et ville la plus proche.
Ses habitants sont dénommés les Saint-Victoriens.

## Géographie

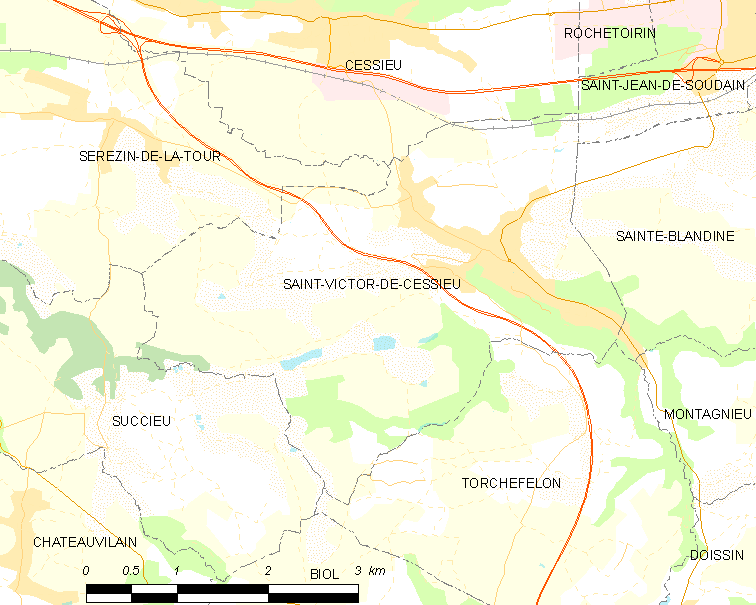
Plan de Saint-Victor-de-Cessieu et de ses communes limitrophes

### Situation et description
Saint-Victor-de-Cessieu est une commune à vocation rurale, positionnée dans la vallée de l'Hien et dans la région naturelle des Terres froides, lesquelles se situent dans la partie septentrionale du département de l'Isère, au sud-ouest de l'agglomérations de La Tour-du-Pin, en France.
Le centre-ville (bourg de Saint-Victor) se situe (par la route) à 59 km du centre de Lyon, préfecture de la région Auvergne-Rhône-Alpes et à 73 km de Grenoble, préfecture du département de l'Isère, ainsi qu'à 346 km de Marseille et 529 km de Paris.

### Géologie

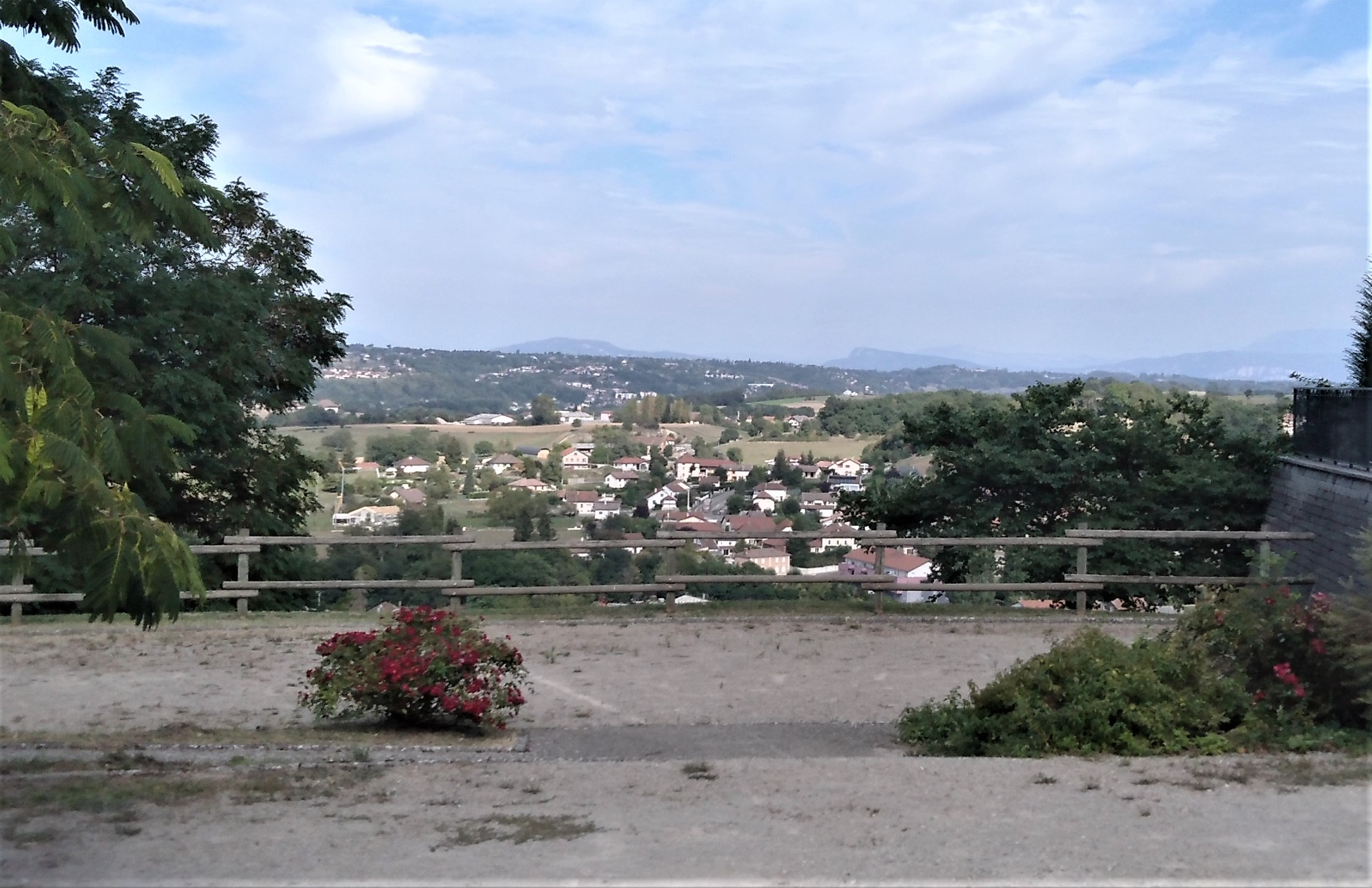
Hameau de Vaux vu du haut bourg

Les moraines des glaciers de l'époque quaternaire déposées sur un bloc molassique ont donné à cette partie au nord-ouest du département de l'Isère un paysage de collines ondulées connues sous le nom de « Terres Froides ». Le bourg central est perché sur une colline molassique dominant la vallée de l'Hien.

### Climat
Pour des articles plus généraux, voir Climat d'Auvergne-Rhône-Alpes et Climat de l'Isère.
En 2010, le climat de la commune est de type climat océanique altéré, selon une étude du Centre national de la recherche scientifique s'appuyant sur une série de données couvrant la période 1971-2000. En 2020, Météo-France publie une typologie des climats de la France métropolitaine dans laquelle la commune est exposée à un climat de montagne ou de marges de montagne et est dans la région climatique Alpes du nord, caractérisée par une pluviométrie annuelle de 1 200 à 1 500 mm, irrégulièrement répartie en été.
Pour la période 1971-2000, la température annuelle moyenne est de 11,2 °C, avec une amplitude thermique annuelle de 17,5 °C. Le cumul annuel moyen de précipitations est de 1 140 mm, avec 10,1 jours de précipitations en janvier et 6,9 jours en juillet. Pour la période 1991-2020, la température moyenne annuelle observée sur la station météorologique de Météo-France la plus proche, « Bourgoin », sur la commune de Bourgoin-Jallieu à 10 km à vol d'oiseau, est de 12,4 °C et le cumul annuel moyen de précipitations est de 844,0 mm,. Pour l'avenir, les paramètres climatiques de la commune estimés pour 2050 selon différents scénarios d'émission de gaz à effet de serre sont consultables sur un site dédié publié par Météo-France en novembre 2022.

### Hydrographie
Le territoire communal est traversé par le ruisseau de l'Hien, notamment au niveau du bourg central. ce cours d'eau est un affluent de la Bourbre et d'une longueur de 17,2 km. La commune héberge également de nombreux étangs dont l'étang de Ravaux, l'étang Rompu, l'étang de Vallin.

### Voies de communication et transport

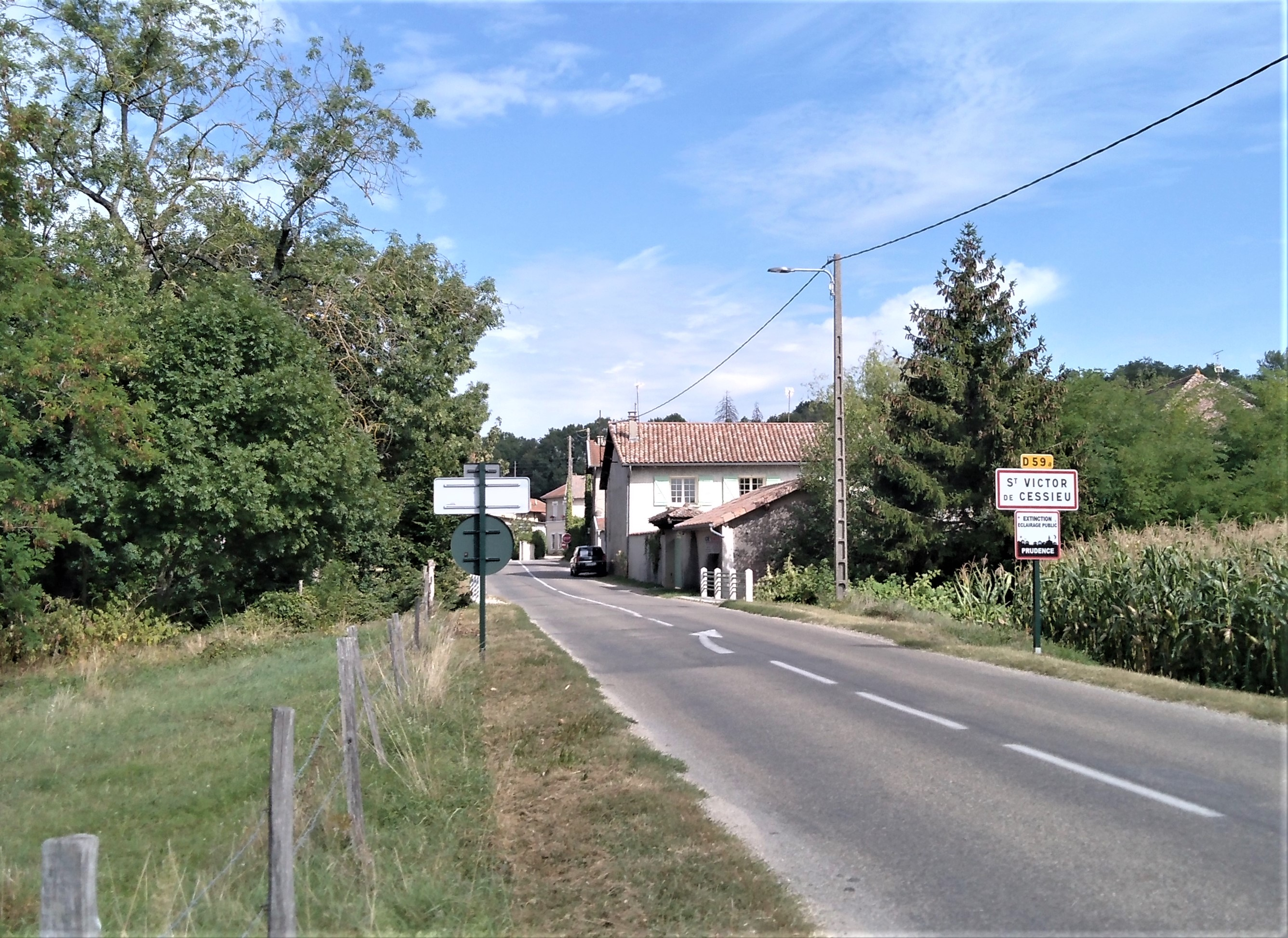
St Victor de Cessieu (entrée par la RD59)

Le bourg central de la commune et ses principaux hameaux sont situés à l'écart des grandes voies de circulation. Le territoire communal n'est traversé que par une seule route départementale, la RD51 qui relie le bourg de Montrevel à la ville de La Tour-du-Pin.
L'autoroute A48  qui relie l'agglomération Lyonnaise à celle de Grenoble traverse le territoire communal avant de former une grande courbe vers le nord-ouest afin de se raccorder à l'autoroute A43.
La sortie d'autoroute la plus proche (A43) est celle qui dessert l'agglomération de La Tour-du-Pin
- sortie 9 à 47 km : La Tour-du-Pin-centre (puis direction de Saint-Victor-de-Cessieu). La RD51a qui s'en détache permet de rejoindre le bourg de Cessieu depuis le bourg central.

La gare ferroviaire la plus proche de la commune est la gare de La Tour-du-Pin.

## Urbanisme

### Typologie
Au 1er janvier 2024, Saint-Victor-de-Cessieu est catégorisée bourg rural, selon la nouvelle grille communale de densité à sept niveaux définie par l'Insee en 2022.
Elle appartient à l'unité urbaine de La Tour-du-Pin, une agglomération intra-départementale regroupant 15  communes, dont elle est une commune de la banlieue,,. La commune est en outre hors attraction des villes,.

### Occupation des sols
L'occupation des sols de la commune, telle qu'elle ressort de la base de données européenne d’occupation biophysique des sols Corine Land Cover (CLC), est marquée par l'importance des territoires agricoles (73,4 % en 2018), en diminution par rapport à 1990 (75 %). La répartition détaillée en 2018 est la suivante : 
zones agricoles hétérogènes (41,1 %), terres arables (32,3 %), forêts (14,7 %), zones urbanisées (11,9 %). L'évolution de l’occupation des sols de la commune et de ses infrastructures peut être observée sur les différentes représentations cartographiques du territoire : la carte de Cassini (XVIIIe siècle), la carte d'état-major (1820-1866) et les cartes ou photos aériennes de l'IGN pour la période actuelle (1950 à aujourd'hui).

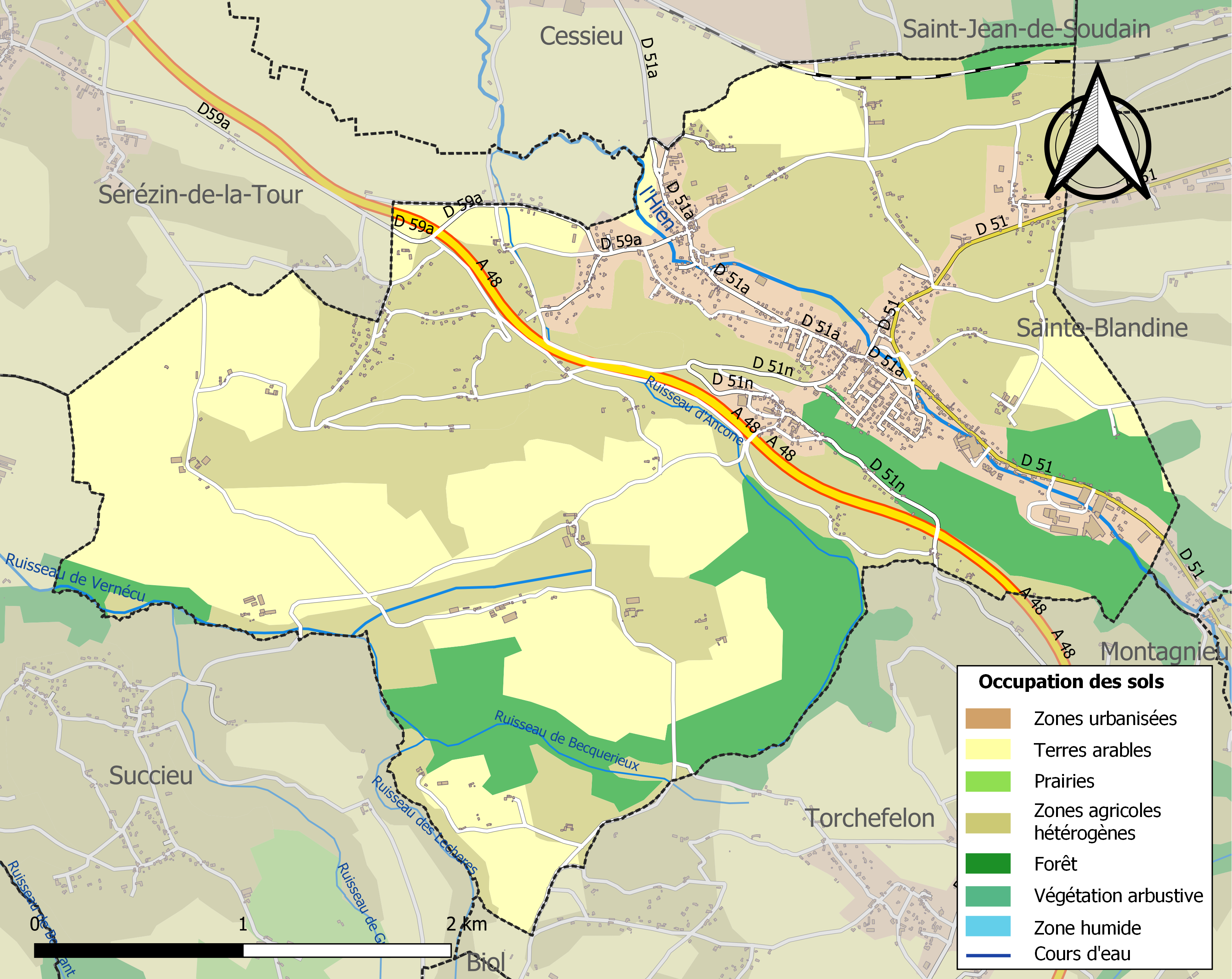
Carte des infrastructures et de l'occupation des sols de la commune en 2018 (CLC).

### Risques naturels et technologiques majeurs

#### Risques sismiques
L'ensemble du territoire de la commune de Saint-Victor-de-Cessieu est situé en zone de sismicité no 3 (sur une échelle de 1 à 5), comme la plupart des communes de son secteur géographique.
| Type de zone | Niveau            | Définitions (bâtiment à risque normal) |
| ------------ | ----------------- | -------------------------------------- |
| Zone 3       | Sismicité modérée | accélération = 1,1 m/s2                |

## Toponyme

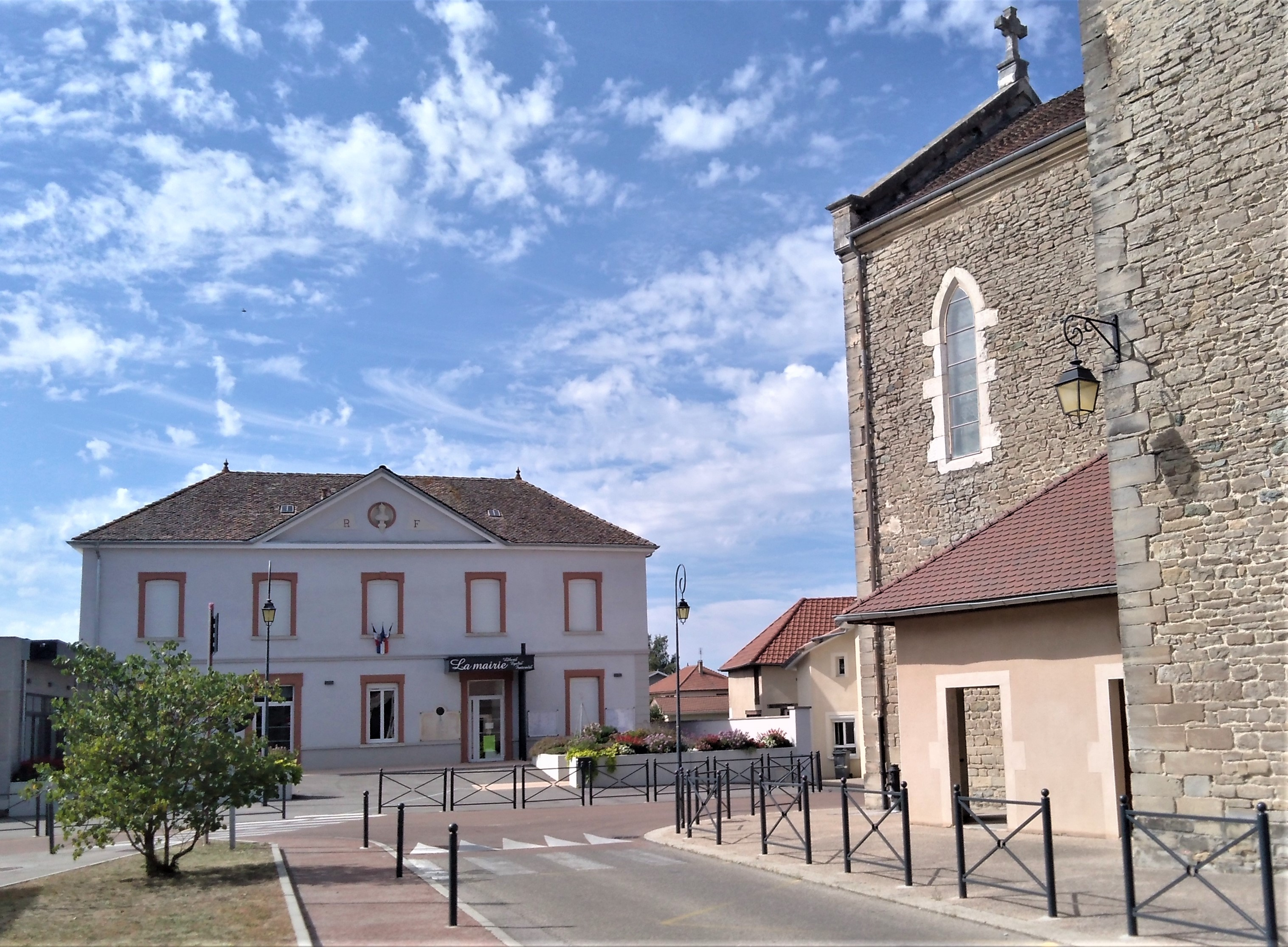
St Victor de Cessieu (mairie et église)

Selon André Planck, auteur d'un livre sur la toponymie des communes de l'Isère, le nom Nivolas-Vermelle a une double signification correspondant d'une part à sa proximité de la commune de Cessieu et au nom de son saint patron :
- Saint-Victor doit son origine à Victor Ier, le 14e évêque de Rome[19].
- Cessieu est lié au nom de la commune voisine, dont le nom serait dérivé du latin « Saxeus », signifiant « le rocher » (la même étymologie est évoquée pour la ville de Seyssuel en Haute-Savoie par Albert Dauzat)

## Histoire

### Moyen Âge et Temps modernes
Sur la commune se dressait la tour de Mornas. Elle fut incendiée le 20 avril 1402 par les troupes de l'archevêque de Vienne.

## Politique et administration

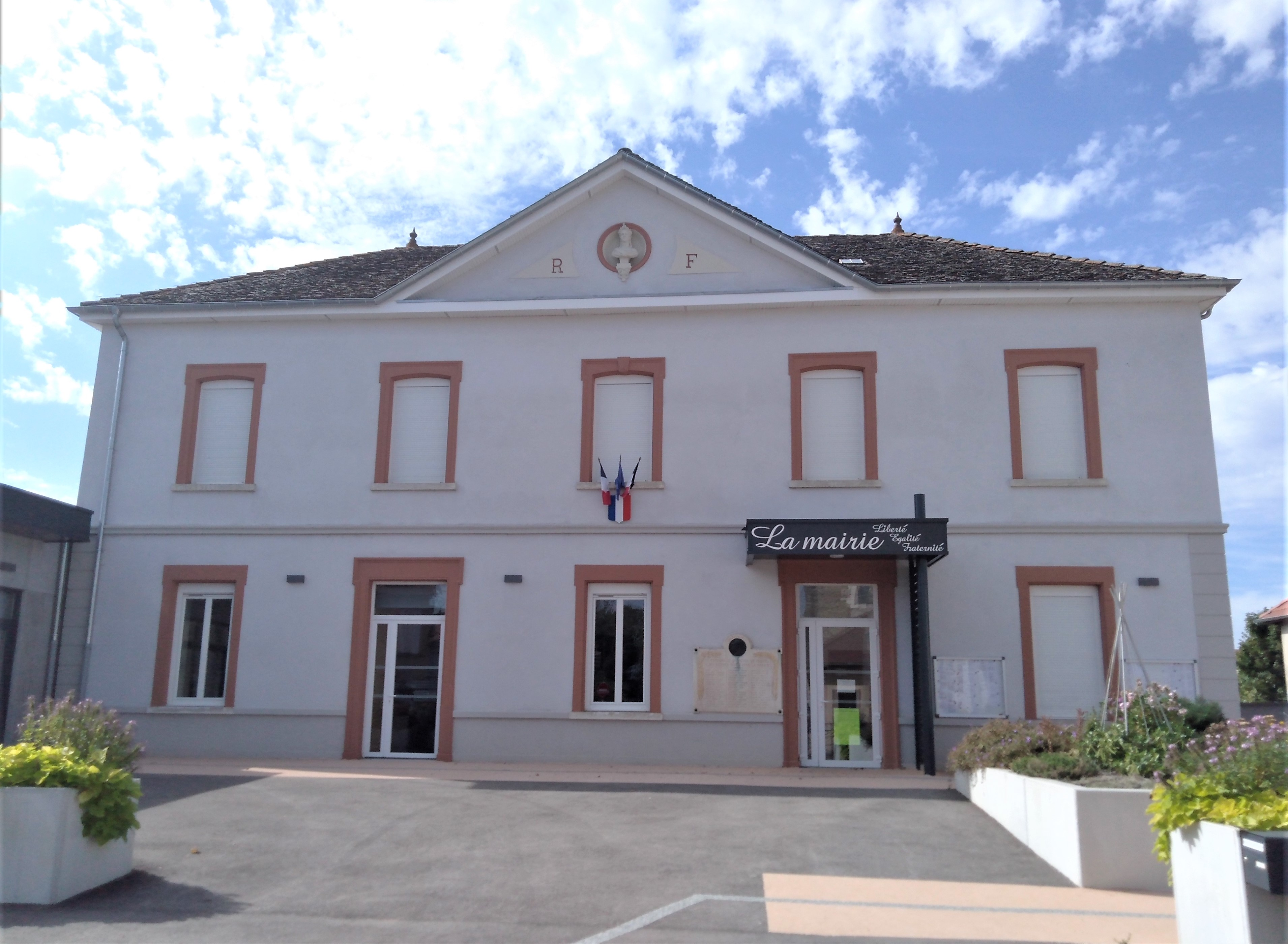
St Victor de Cessieu (mairie)

### Liste des maires
| Période                                  | Période                  | Identité            | Étiquette | Qualité                                                   |
| ---------------------------------------- | ------------------------ | ------------------- | --------- | --------------------------------------------------------- |
| Les données manquantes sont à compléter. |                          |                     |           |                                                           |
| 1979                                     | mars 2008                | Jean Daujas         | PS        |                                                           |
| mars 2008                                | juillet 2021 (démission) | Jean-Charles Gallet | DVG       | Chef de projet territorial                                |
| juillet 2021                             | novembre 2023            | Jean-Pierre Lovet   | DVG       |                                                           |
| janvier 2024                             | En cours                 | Isabelle Fournier   | SE        | Secrétaire médicale au SDIS de l'Isère, ancienne adjointe |

## Population et société

### Démographie
L'évolution du nombre d'habitants est connue à travers les recensements de la population effectués dans la commune depuis 1800. Pour les communes de moins de 10 000 habitants, une enquête de recensement portant sur toute la population est réalisée tous les cinq ans, les populations de référence des années intermédiaires étant quant à elles estimées par interpolation ou extrapolation. Pour la commune, le premier recensement exhaustif entrant dans le cadre du nouveau dispositif a été réalisé en 2006.

En 2022, la commune comptait 2 170 habitants, en évolution de −1,9 % par rapport à 2016 (Isère : +3,07 %, France hors Mayotte : +2,11 %).
| 1800  | 1806 | 1821  | 1831  | 1836  | 1841  | 1846  | 1851  | 1856  |
| ----- | ---- | ----- | ----- | ----- | ----- | ----- | ----- | ----- |
| 1 010 | 967  | 1 094 | 1 163 | 1 254 | 1 285 | 1 263 | 1 265 | 1 265 |

| 1861  | 1866  | 1872  | 1876  | 1881  | 1886  | 1891  | 1896  | 1901  |
| ----- | ----- | ----- | ----- | ----- | ----- | ----- | ----- | ----- |
| 1 206 | 1 143 | 1 100 | 1 146 | 1 101 | 1 083 | 1 105 | 1 076 | 1 067 |

| 1906  | 1911  | 1921  | 1926  | 1931  | 1936  | 1946  | 1954  | 1962  |
| ----- | ----- | ----- | ----- | ----- | ----- | ----- | ----- | ----- |
| 1 088 | 1 090 | 1 051 | 1 077 | 1 131 | 1 099 | 1 182 | 1 234 | 1 420 |

| 1968  | 1975  | 1982  | 1990  | 1999  | 2006  | 2011  | 2016  | 2021  |
| ----- | ----- | ----- | ----- | ----- | ----- | ----- | ----- | ----- |
| 1 370 | 1 362 | 1 340 | 1 565 | 1 669 | 1 971 | 2 159 | 2 212 | 2 197 |

| 2022  | - | - | - | - | - | - | - | - |
| ----- | - | - | - | - | - | - | - | - |
| 2 170 | - | - | - | - | - | - | - | - |

### Enseignement
La commune est rattachée à l'académie de Grenoble.

### Manifestations culturelles et festivités

#### Le Festival Moulinstock
Le festival Moulinstock est organisé sur le territoire de la commune depuis 2009, des jeunes de Saint-Victor-de-Cessieu organisent une fête locale qui réunit plusieurs générations : Le MoulinStock ! Avec l’envie de dynamiser la commune et encouragé par la municipalité, l’association Générations Moulinstock a vu le jour. L’association participera à diverses manifestations tout au long de l’année dans le but de financer l’évènement de l’été.
Ces artistes sont venus au Festival Moulinstock : en 2018 : Danakil, Jahneration, Anaïs, Pep's, Babylon Circus, Mike Love, Le Réparateur, Quintana Dead Blues Expérience, Kaleido Star, Resto Basket.  En 2017 : Superbus, Taïro, Le trottoir d’en face, Volo, Mayor, Missah & Weedo, Yeast, The Addict, The 3B, The Brand New Man. En 2016 : Les Wampas, Les Yeux de la Tête, Pitt Poule, Les Petites Bourettes, Les Tripotesec, The Dailers, William Brutus, Akousty Roots, Belly Button Window, Too Many Zooz. En 2015 : Broussaï, Mademoiselle K, Barrio Populo, Bagdad Rodeo, Faut qu’ca guinche !, Pitt Poule, Wailing Trees, Leila, Algorythmik, Elipsis. En 2014 : Boulevard des Airs, PierPolJak, Elmer food Beat, Vanupié, Lamuzgueule, Saï, Mû, Mystical Faya, Faut qu’ca guinche, Bab’y’lionnes, Zicomatic. En 2013 : Sinsemilia, Megalow, Vanupié, Saï, Elzed, Tripotesec, Akila, Honky Tonk, Les manchots, 4L Boys, Les dauphinois gratinés, The Mazouts, Calyp’sots. En 2012 : Witness, Nude, Honky Tonk, Tripotesec, DJ Seb Stargo. En 2019, le festival est annulé.

### Sports
- Le « Galop de Saint Victor de Cessieu » est une association créée en 2001 et regroupe des propriétaires de chevaux du secteur de saint victor de cessieu dans le but d'organiser des sorties pour cavaliers.
- La « Vedette de Saint-Victor » est le nom de l'association sportive qui gère plusieurs clubs locaux[30].

### Médias
Historiquement, le quotidien à grand tirage Le Dauphiné libéré consacre, chaque jour, y compris le dimanche, dans son édition du Nord-Isère, un ou plusieurs articles à l'actualité du canton et quelquefois de la commune, ainsi que des informations sur les éventuelles manifestations locales, les travaux routiers, et autres événements divers à caractère local.

### Cultes
La communauté catholique et l'église de Saint-Victor de Cessieu (propriété de la commune) dépendent de la paroisse Sainte-Anne qui est, elle-même, rattachée au diocèse de Grenoble-Vienne.

## Économie

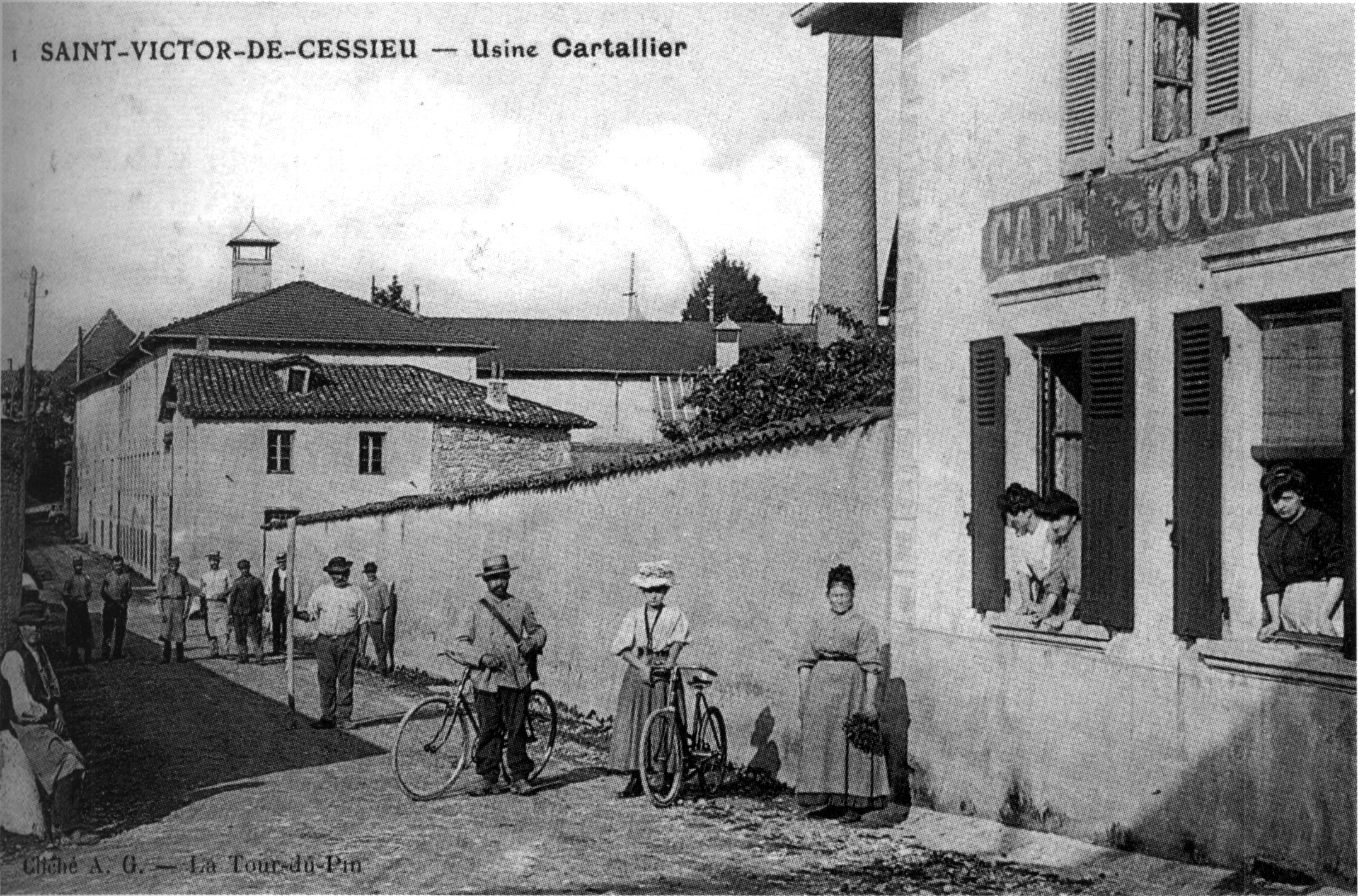
L'usine Cartallier en 1910.

## Culture locale et patrimoine

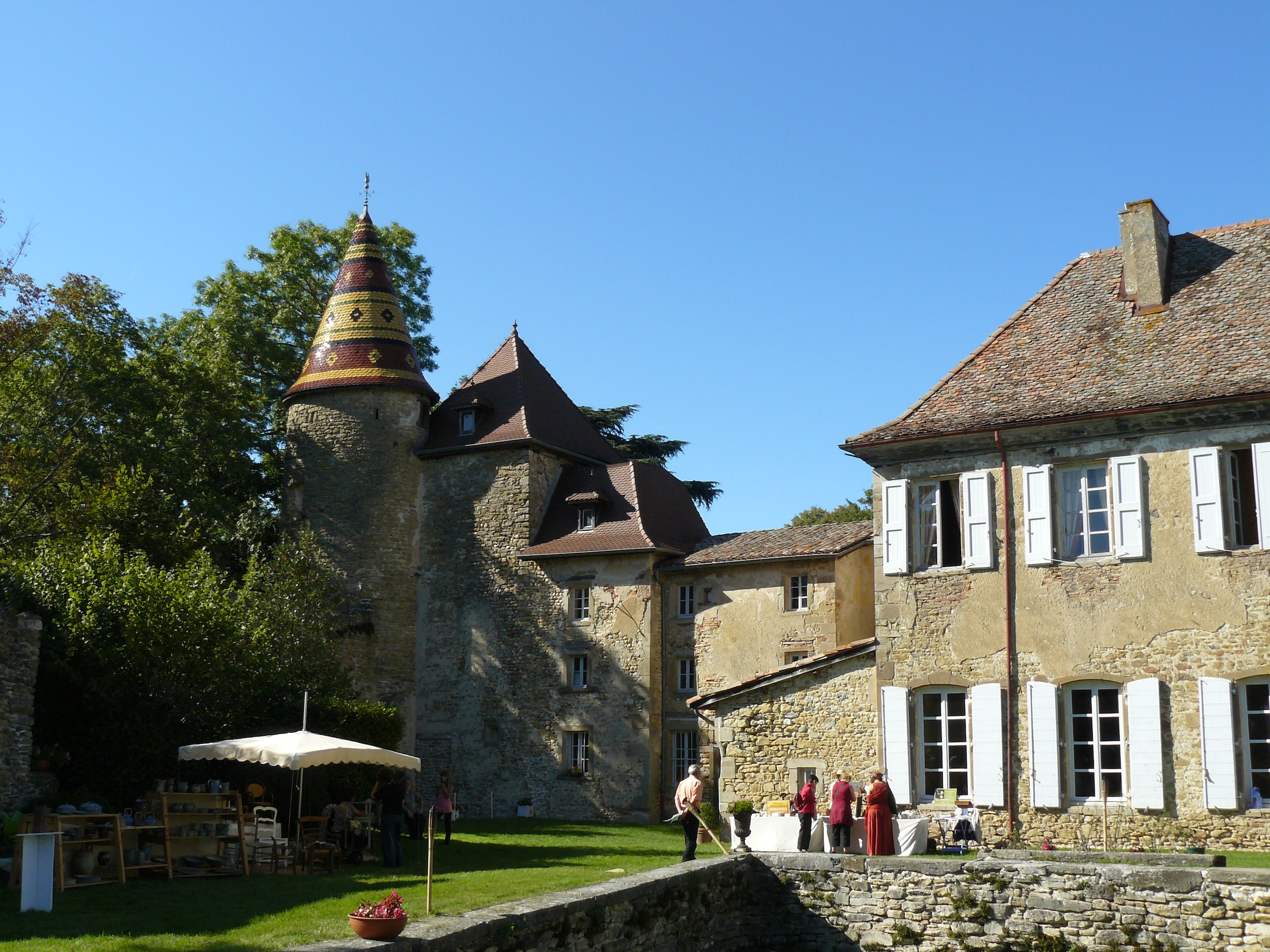
Le château de Vallin

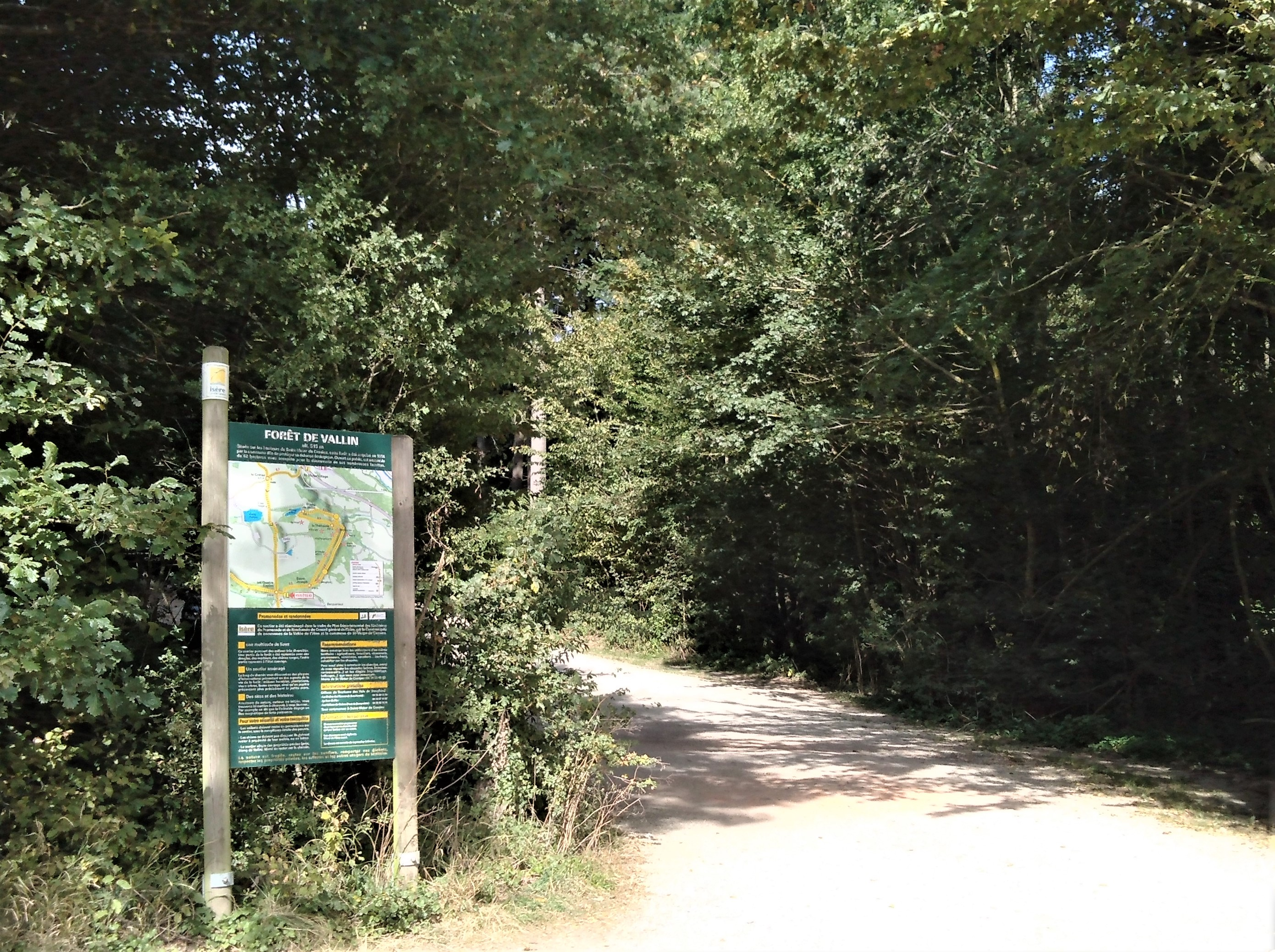
La forêt de Vallin

### Lieux et monuments
- Le château de Vallin

C'est une ancienne maison forte remanié en château ayant appartenu à la famille de Vallin. L'édifice a été labellisé Patrimoine en Isère.
- L'église paroissiale Saint-Victor de Saint-Victor-de-Cessieu

Cet édifice religieux est situé dans la partie haute du village, à flanc de colline. Le sommet du clocher présente la particularité d'accueillir non pas une croix mais une statue en pierre de la Vierge. Celle-ci n'est pas dans l'axe du bâtiment, mais tournée vers le château de Vallin, en hommage à sa châtelaine qui avait fait don de la statue à la paroisse.
- Le monument aux morts communal qui se présente sous la forme d'un simple obélisque sur socle, entourée d'une grille. Celui-ci, qui comprend également la statue d'un Poilu avec fusil, est dédié aux soldats de la commune morts durant les deux guerres mondiales[33].

### Patrimoine naturel
- La forêt de Vallin

Il s'agit d'un petit espace forestier situé en limite du territoire communal et qui se prolonge par le bois de Cotan avec la commune voisine de Torchefelon. Réputée pour un pouvoir mystique et son aspects surnaturel, cette forêt municipale présente de nombreux légendes et anecdotes lui conférant un charme particulier

### Personnalités liées à la commune
- Robert Duverne, préparateur physique de l'équipe de France de football.

### Héraldique
|  | Saint-Victor-de-Cessieu possède des armoiries dont l'origine et le blasonnement exact ne sont pas disponibles. |